# Comitatul Westchester, New York
Comitatul Westchester este situat în sud-estul statului New York, SUA el ocupă o suprafață de 1.295 km² din care 174 km² este apă. La recensământul din anul 2000 comitatul avea 923.459 loc. cu o densitate de 823,8 loc./km².
Sediul administrativ al comitatului, care a fost fondat în noiembrie 1683, se află la White Plains.

## Date geografice
Comitatul Westchester este limitat la vest de râul Hudson, la sud de Connecticut și New York, la sud-est de Long Island Sound.

## Demografie
|  | Graficele sunt indisponibile din cauza unor probleme tehnice. Mai multe informații se găsesc la Phabricator și la wiki-ul MediaWiki. |

Date: Wikidata - grafică realizată de Wikipedia